# Sphaeriodesmus neglectus
Sphaeriodesmus neglectus är en mångfotingart som beskrevs av Carl 1902. Sphaeriodesmus neglectus ingår i släktet Sphaeriodesmus och familjen Sphaeriodesmidae. Inga underarter finns listade i Catalogue of Life.